# ماريا من مانغوب

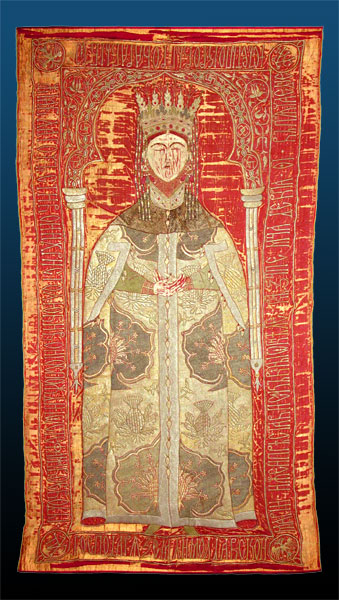
ماريا باليولوجينا من مانغوب

ماريا أسانينا باليولوجينا والتي تعرف بماريا من مانغوب وماريا من دوروس، هي الزوجة الثانية للأمير المولدافي شتيفان الكبير، تنحدر ماريا من سلالتين إمبراطوريتين بلغارية وبيزنطية، حيث تنتمي إلى الطبقة الحاكمة في إمارة ثيودورو في القرم، تزوج شتيفان من ماريا في سبتمبر من عام 1472 وكان زواجاً سياسياً، وبعد بضعة سنوات طلّقها شتيفان ليتزوج من الوالاشية ماريا فويتشيتشا، وكانت ماريا من مانغوب قد انجبت له أربعة أطفال لم يبق حياً منهم سوى آنا. توفيت الأميرة ماريا من مانغوب في ديسمبر 1477 ودُفنت في دير بوتنا شمال رومانيا الحالية.